# Patrick Schnepp
Patrick Schnepp, né le 12 juin 1948 et décédé le 20 novembre 2018, était ostréiculteur de formation. Il a notamment œuvré à la création du Musée maritime de La Rochelle.

## Biographie
Fondateur du Musée maritime de La Rochelle, en 1986 dont il sera également directeur, Schnepp fonde deux associations afin de sauvegarder le patrimoine maritime rochelais : "TD 6" afin de réhabiliter le train de drague à vapeur de la Rochelle (1906) et "l'Association des amis du Musée maritime de La Rochelle".
Sous sa direction, La Rochelle devient propriétaire de la frégate France I (navire météorologique) et confie à ce dernier et à son association la mission d’en faire le navire amiral du Musée maritime de la Rochelle.
Par ailleurs, il retrouve en 1989 le Joshua, qui est racheté par le Musée maritime de La Rochelle en 1990 et restauré.
Schnepp est débarqué de la direction de l'association en 2014.

## Fonction et mandats
Directeur du Musée de maritime de La Rochelle de 1986 à 2014,.

## Décorations et distinctions honorifique
Chevalier du mérite maritime, 11 juin 2005.

## Auteur préfacier
- Jean-Marie France (préf. Patrick Schnepp), Mémoire d'un silencieux : Itinéraire d'un marin cévenol, de Saint-Mandrier à la Calypso (Récits personnels), Brest, Éd. Le Télégramme, 2006, ill., couv. ill. en coul., 243 p. , 22 cm[11].
- Jean Mauviel (préf. Patrick Schnepp, ill. Jean-Pierre Arcile), Amour de plaisance (Navigation de plaisance), Brest, Éd. Le Télégramme, 2007, ill., couv. ill. en coul., 159 p. , 24 cm[12]